# Chimalpanécatl
Chimalpanécatl (del náhuatl: Chimalpanekatl ‘morador de Chimalpán’‘Chimalpan, Chimalpán; tekatl, morador de, habitante de, persona de’) en la mitología mexica es un espíritu o dios menor de la embriaguez, y es uno de los cuatrocientos espíritus o dioses menores de los borrachos llamados Centzon Totochtin, los cuatrocientos hijos de Patécatl y Mayáhuel, él cual venerado bajo la forma de un conejo.